# Émile Voillard
 (août 2025).
Émile Voillard, né le 12 février 1872 à Chaumont et mort le 9 juillet 1921 à Cayenne est un journaliste, dessinateur et peintre français, déporté au bagne de Guyane.

## Biographie
Né à Chaumont en Haute-Marne, Voillard fait ses études au lycée de la ville sans obtenir le baccalauréat. Après un passage dans l’armée (1890–1893), il devient rédacteur en chef du journal Le Républicain. En 1895, il part à Paris, fréquente les milieux anarchistes de Montmartre et bascule peu à peu dans la délinquance. Surnommé « Papa », il dirige une bande spécialisée dans le vol et le proxénétisme. Son parcours criminel s’achève avec le meurtre d’une veuve lors d’un cambriolage à Chaumont en octobre 1897. Bien qu’il n’ait pas commis le meurtre, il est reconnu complice et organisateur. Condamné le 3 octobre 1898 à quinze ans de travaux forcés, son procès fait sensation sous le nom de « l’affaire de la bande à Papa ».
Déporté en Guyane en 1899, il est affecté au camp des Roches à Kourou. Affaibli par une anémie sévère, il est affecté à des tâches légères et se consacre à la peinture. Il produit une série de caricatures à la plume et à l’aquarelle, signées « E.V. », qui dépeignent avec ironie la vie carcérale, les surveillants, les détenus et les conditions d’hygiène. Longtemps confondu avec le dessinateur du bagne « L.K. », il a été distingué de Léon Kroëf grâce à des recherches récentes.
Libéré en 1912, il reste en Guyane en application de la loi du doublage et s’installe à Cayenne. Il exerce comme artiste (décorations de théâtre, église) et devient gérant du journal L’Avenir de la Guyane. Son testament, rédigé en juin 1921 et découvert en 2025, confirme son décès le 9 juillet 1921 à l’hôpital colonial de Cayenne.
Témoin direct du bagne colonial, Émile Voillard laisse une œuvre rare, à la croisée de l’art, du témoignage et de la critique sociale, qui en fait une figure marquante de la mémoire pénitentiaire française.